# Fuzja AOL-Time Warner
Fuzja AOL-Time Warner – jedno z największych wydarzeń w historii mediów z 2001 roku, które zakończyło się w 2009 roku jako nieudany związek AOL i Time Warner.

## Przesłanki fuzji
Spektakularna fuzja między Time Warner (TWX) i American Online (AOL), nazywanej później fuzją stulecia, a z czasem i kradzieżą stulecia. Po czterech miesiącach od zawarcia transakcji nastąpił krach na rynku internetowym, który nie ominął także tak potężnej spółki jak AOL. W styczniu 1999 roku maksymalna cena akcji Time Warner wyniosła 44 miliardy dolarów (USD), rok później po ogłoszeniu fuzji z AOL akcje były warte 83 mld USD. W 2001 roku, kiedy doszło do sfinalizowania fuzji, a znak giełdowy Time Warner zastąpiono znakiem AOL, akcje były warte 57 mld dolarów, natomiast w połowie 2002 roku ich cena spadła poniżej 10 mld USD. W przypadku tej fuzji, którą często określa się mianem przejęcia mamy do czynienia z tzw. fuzją wertykalną, czyli taką w której dwie łączące się spółki działają na różnych poziomach produkcyjnych na podstawie relacji dostawca-odbiorca.
W momencie ogłaszania fuzji AOL był największym dostawcą usług internetowych, a Time Warner był drugim pod względem wielkości operatorem sieci kablowych w Stanach Zjednoczonych oraz jednym z najważniejszych dostarczycieli tzw. zawartości mediów (kontent), np. magazyny, filmy, muzyka, książki.

### Motywy fuzji dla AOL
Wśród głównych motywów do zawarcia fuzji po stronie AOL była chęć dywersyfikacji oraz powiększenia udziału w sektorze internetowym, maksymalna ekspansja w tej branży. Wraz ze wzrostem wartości AOL, koszty związane z fuzja wydawały się coraz niższe. W grudniu 1998 roku Time Warner miał wyższą wartość rynkową od AOL. Jednakże rok później AOL była warta ponad dwa razy więcej niż Time Warner, mimo iż jej przychody były kilkakrotnie niższe od TWX. Dla AOL główną przesłanką do wyboru Time Warner jako partnera strategicznego były jego zasoby sieci kablowej, w których AOL widział potencjał długofalowego rozwoju.

### Motywy fuzji dla Time Warner
Time Warner pod koniec lat 90. XX wieku kontrolował wszystkie media poza Internetem, który stanowił zagrożenie dla pozycji na rynku. Zaś pod koniec 1999 roku dominującą pozycję w biznesie on-line posiadał AOL. Ponadto dla TWX szczególnie interesujące wydawały się zdolności menedżerskie kadry zarządzającej AOL. Należy również zwrócić uwagę na niepokój Jerry’ego Levina (dyrektora zarządzającego TWX) dotyczący możliwości wrogiego przejęcia. W ówczesnym czasie wiele wskazywało na to, że sama AOL była gotowa złożyć taką ofertę. Mimo to do fuzji jednak doszło.

## Fuzja, a krach na rynku internetowym
Doradcą ze strony AOL był bank inwestycyjny Salomon Smith Barney, a TWX bank Morgan Stanley. Wynikiem trwających od listopada 1999 roku negocjacji było podjęcie decyzji o fuzji w styczniu 2000 roku, która zapewniała udziałowcom Time Warner za każdą swoją akcję 5 akcji AOL, a udziałowcom AOL za każą akcję 1 akcję Time Warner. Oznacza to, że akcja Time Warner była 71% więcej warta niż cena rynkowa, która 7 stycznia 2000 roku wynosiła 64/75 mld dolarów. AOL otrzymał 55% połączonych spółek. Postanowiono również, że nazwa zostanie zmieniona na AOL Time Warner, a jej symbolem giełdowym zostanie AOL. Banki inwestycyjne w wyniku niespodziewanego podjęcia decyzji o fuzji miały tylko trzy dni na wprowadzenie choćby w minimalnym wymiarze due diligence. Jerry Levin (TWX) i Steve Case (AOL) byli zdeterminowani, żeby jak najszybciej doszło do transakcji, gdyż w przypadku wypływu informacji o fuzji nastąpiłby najprawdopodobniej nagły wykup akcji Time Warner, co w konsekwencji podwyższyłoby koszt całej transakcji. Głosowanie Rad Dyrektorów odbyło się w niedzielę 9 stycznia 2002 roku i było ono jednomyślne. W pierwszym tygodniu po ogłoszeniu fuzji wartość akcji AOL i TWX wzrastała i spadała, co oznaczało niepewność wśród inwestorów. Przed fuzją wartość TWX była szacowana jako dwudziestokrotność własnych przepływów; zastosowanie tej samej metody do AOL wykazałoby, że wartość rynkowa tej spółki jest zdecydowanie zawyżona. Mimo to niepowodzenia Time Warner na gruncie cyfrowym doprowadziły do chęci podjęcia transakcji za wszelką cenę. W 2001 roku cała gospodarka amerykańska znacząco zwolniła, a jednym z czynników był krach na rynku internetowym, który zaobserwowano rok wcześniej. Wydawało się, że sytuacja ta nie dotyczy AOL, która dwa dni przed pierwszym spektakularnym spadkiem indeksu NASDAQ (2 kwietnia 2000 roku) jako pierwsza w historii spółka internetowa zadebiutowała na liście 500 magazynu „Fortune”. Okazało się, że AOL znalazła sposób na wykorzystanie krachu dla własnych celów: ze spółkami które nie były w stanie spłacić wierzytelności negocjowała odszkodowania za wcześniejsze odstąpienie od umowy, które księgowała jako przychód z reklamy; wszystkie należności jakie otrzymała od firm które wcześniej zdążyły wycofać swoje reklamy księgowała w bieżącym kwartale, zamiast rozkładać je zgodnie z umową na kilka okresów rozliczeniowych; ze spółkami o lepszej kondycji finansowej ponownie negocjowała warunki tak żeby kontrakt długoterminowy zamienić na krótkoterminowy. W ten sposób stworzono iluzję, że kryzys rynku reklamy AOL nie dotyczy. Ogólnie zarzuty wobec AOL można podzielić na dwie kategorie: księgowanie jako przychody z reklam przychodów pochodzących z innych źródeł oraz księgowanie jako przychody z reklam pieniędzy, które nie były w ogóle przychodem (np. pochodzących z barterów reklamowych). Opisywana fuzja jest typowym przykładem potwierdzającym, że motyw pychy uniemożliwia podejmowanie racjonalnych decyzji. Poczucie nieomylności i bezgraniczne zaufanie do własnej intuicji uniemożliwiło Jerry’emu Levinowi podjęcie przemyślanej decyzji.
Współpraca po fuzji między spółkami nie układała się dobrze, również nie udało się wygenerować planowanej synergii operacyjnej. Ostatecznie doszło do sporu na linii Levin – Case, którego eskalacja nastąpiła po atakach z 11 września 2001 roku. Wyniki finansowe spółki były już wtedy bardzo złe (przychody AOL Time Warner za 2001 rok wyniosły 38 miliardów dolarów, zamiast prognozowanych 40, a przepływy były ponad miliard razy mniejsze niż zapowiadane). Ostatecznie w październiku 2003 roku usunięto z nazwy spółki cząstkę AOL przywracając starą nazwę koncernu – Time Warner. W 2002 roku rynek internetowy powoli wracał do dawnej siły, ale w tak zwanej „trójce” AOL została zastąpiona przez Google. Do kosztów fuzji należy zaliczyć redukcję ponad 10 000 miejsc pracy, dwukrotną zmianę nazwy i symbolu giełdowego spółki w ciągu 4 lat, śledztwa federalne dotyczące nieprawidłowości księgowych AOL, kilkadziesiąt zbiorowych procesów udziałowców, 100 miliardów dolarów pochłonęło goodwill. Natomiast w ciągu 2001 roku wartość akcji AOL Time Warner spadła z 55 do 35 mld dolarów.

## Przyczyny niepowodzenia
Nie istnieje jednoznaczna odpowiedź na pytanie kto jest winien niepowodzenia tej fuzji, jednakże głównym zastrzeżeniem jest sposób przeprowadzenia due diligence zaledwie w ciągu dwóch dni. Zespoły zajmujące się przygotowaniem zamiast przeprowadzić je zgodnie z powszechnie przyjętymi zasadami, zajęły się przede wszystkim przygotowaniem umowy fuzji wraz z załącznikami, wzorami umów i statutami. Jeden z prawników z AOL stwierdził, że ich zadanie polegało tylko na niedopuszczeniu żadnych protestów ze strony inwestorów, a odkrycie czegokolwiek w trakcie due diligence nie wpłynęłoby na transakcję. Uważa się, że najpoważniejszym błędem popełnionym przez TWX było zrezygnowanie z tzw. collar, czyli zapisu w warunkach fuzji dających możliwość renegocjowania warunków transakcji w sytuacji, gdy wartość akcji jednego z partnerów spadnie do bardzo niskiego poziomu (tzw. floor). Wielu specjalistów podziela opinie, że Time Warner popełniło błąd przy wyborze partnera, wycenieniu go i wyborze złego momentu na rynku do tej fuzji.

## Rozwód
Po nieudanych dziewięciu latach 28 maja 2009 roku spółka Time Warner ogłosiła spin off spółki AOL, który zakończył się 9 grudnia 2009. Tym samym po ośmiu latach zakończono związek AOL z Time Warner. Dziś fuzję tę można określić mianem jednej z największych korporacyjnych katastrof w historii.